# Circonscription de Sturt
La circonscription de Sturt est une circonscription électorale australienne en Australie-Méridionale. Elle a été créée en 1949 et porte le nom du capitaine Charles Sturt qui explora le parcours du Murray.
Elle est située dans la banlieue est d'Adélaïde. Elle est un siège marginal pour le Parti libéral, avec la partie nord (Ville de Campbelltown) votant de préférence pour le parti travailliste. Elle comprend les localités d'Athelstone, Beaumont, Burnside, Campbelltown, Glen Osmond, Glenunga, Holden Hill, Kensington Park, Magill, Paradise et Tranmere.

## Représentants
| Nom               | Parti        | Période de mandat |
| ----------------- | ------------ | ----------------- |
| Keith Wilson      | Libéral      | 1949–1954         |
| Norman Makin      | Travailliste | 1954–1955         |
| Keith Wilson      | Libéral      | 1955–1966         |
| Ian Wilson        | Libéral      | 1966–1969         |
| Norman Foster     | Travailliste | 1969–1972         |
| Ian Wilson        | Libéral      | 1972–1993         |
| Christopher Pyne  | Libéral      | 1993–2019         |
| James Stevens     | Libéral      | 2019–2025         |
| Claire Clutterham | Travailliste | 2025–en fonction  |

## Résultats
| Parti                            | Parti                        | Candidat                     | Voix    | %     | ±     |
| -------------------------------- | ---------------------------- | ---------------------------- | ------- | ----- | ----- |
|                                  | Libéral                      | James Stevens                | 48 579  | 43,14 | −7,43 |
|                                  | Travailliste                 | Sonja Baram                  | 34 528  | 30,66 | +0,80 |
|                                  | Verts                        | Katie McCusker               | 18 454  | 16,39 | +5,21 |
|                                  | UAP                          | Stephen Grant                | 3 008   | 2,67  | +0,25 |
|                                  | Une nation                   | Alexander Allwood            | 2 893   | 2,57  | +2,57 |
|                                  | AJP                          | David Sherlock               | 1 531   | 1,36  | −0,34 |
|                                  | Démocrates libéraux          | Thomas McMahon               | 1,147   | 1.02  | +1.02 |
|                                  | Alliance démocratique        | Inty Elham                   | 1 007   | 0,89  | +0,89 |
|                                  | Fédération                   | Kathy Scarborough            | 755     | 0,67  | +0,67 |
|                                  | Progressistes                | Angela Fulco                 | 457     | 0,41  | −0,10 |
|                                  | TNL                          | Chris Schmidt                | 251     | 0,22  | +0,22 |
| Total des suffrages exprimés     | Total des suffrages exprimés | Total des suffrages exprimés | 112 610 | 94,51 | −0,12 |
| Votes nuls                       | Votes nuls                   | Votes nuls                   | 6 541   | 5,49  | +0,12 |
| Participation                    | Participation                | Participation                | 119 151 | 92,38 | −1,27 |
| Résultat de préférence bipartite |                              |                              |         |       |       |
|                                  | Libéral                      | James Stevens                | 56 813  | 50,45 | −6,42 |
|                                  | Travailliste                 | Sonja Baram                  | 55 797  | 49,55 | +6,42 |
|                                  | Libéral retenir              | Libéral retenir              | Swing   | −6,42 |       |